# The Hellacopters
A The Hellacopters svéd garázsrock/hard rock együttes. 

## Története
1994-ben alakult Stockholmban. Alapító tagjai: Nicke Andersson (ének, gitár), Dregen (gitár), Kenny Hakanson (basszusgitár) és Robert Erikson (dob). Andersson az Entombed dobosa volt, Svensson pedig a Backyard Babies nevű punk/rock együttes tagja volt. A zenekar nagy hatásúnak számít a műfajában, ugyanis számtalan egyéb együttesre volt hatással. Első nagylemezük 1996-ban jelent meg. A lemezzel megnyerték a svéd Grammy-díjat a "legjobb hard rock album" kategóriában. 2008-ban feloszlottak, a tagok pedig új együtteseket alapítottak. 2016-ban azonban újraalakultak, az első albumuk huszadik évfordulójának megünneplése alkalmából, és a mai napig működnek.

## Diszkográfia
- Supershitty to the Max! (1996)
- Payin' the Dues (1997)
- Grande Rock (1999)
- High Visibility (2000)
- By the Grace of God (2002)
- Rock & Roll is Dead (2005)
- Head Off (2008)
- Eyes of Oblivion (2022)

## Egyéb kiadványok
- Cream of the Crap Vol. 1 (válogatáslemez, 2002)
- Cream of the Crap Vol. 2 (válogatáslemez, 2004)
- Air Raid Serenades (válogatáslemez, 2006)